# غريغ بايس
غريغ بايس (بالإنجليزية: Greg Bice)‏ هو لاعب اللاكروس أمريكي، ولد في 15 أبريل 1981 في بيثيسدا في الولايات المتحدة.